# Neuroleon (Neuroleon) junior
Neuroleon (Neuroleon) junior is een insect uit de familie van de mierenleeuwen (Myrmeleontidae), die tot de orde netvleugeligen (Neuroptera) behoort. 
Neuroleon (Neuroleon) junior is voor het eerst wetenschappelijk beschreven door Navás in 1930.